# 허큘리스 컴퓨터 테크놀로지
허큘리스 컴퓨터 테크놀로지(Hercules Computer Technology, Inc.)는 Van Suwannuskul에 의해 1982년 캘리포니아에 설립되었으며 1980년대의 주요 그래픽 카드 회사들 가운데 하나였다.
HGC(허큘레스 그래픽 카드)로 유명하다. IBM이 초기에 PC를 발표 하면서 사용하였던 그래픽 어댑터는 MDA였다. HGC는 MDA와 마찬가지로 흑백 디스플레이 어댑터였으나 해상도가 훨씬 더 높았기 때문에 전 세계적으로 널리 쓰였다. 허큘레스라는 것이 업체의 이름이 아닌 그래픽 어댑터의 한 종류라고 할 정도로 대중화되었으나 컬러 디스플레이가 보급 되면서 허큘레스라는 이름도 점점 잊혀지게 되었다. HGC를 쓰는 컴퓨터에서는 CGA용 프로그램을 쓸 수는 없었기 때문에 SIMCGA라는 에뮬레이션 프로그램을 사용하기도 하였다. CGA와 HGC는 15핀 D-SUB모니터가 아닌 9핀 모니터를 사용한다. HGC는 CGA와는 달리 흑백이라는 약점이 있었으나 CGA보다 해상도가 더 높아서 인기가 많았다.
이 회사는 1990년대에 ATI 테크놀로지스와 같은 회사의 성장으로 인해 침체되다가 1998년에 20,000,000 달러 판매에 그쳤다. 그러다가 1998년 8월에 ELSA에 8,500,000 달러에 인수되었다. 그러다가 ELSA는 Guillemot에 1,500,000 달러에 인수되었다.
오늘날 Hercules/Guillemot는 PC 이미징, 오디오, 무선(와이파이) 기술 제품을 제공하고 있다.

## 제품
- DJ 콘솔 Mk2
- DJ 콘트롤 MP3
- 모바일 DJ MP3
- 게임 시어터 XP
- 가라오케 콘솔
- XPS 2.140

## 같이 보기
- 허큘레스 그래픽스 어댑터